# Кремінна Балка
Кремінна́ Ба́лка — село Курахівської міської громади Покровського району Донецької області, Україна. У селі мешкає 41 людей.

## Загальні відомості
Відстань до райцентру становить близько 27 км і проходить автошляхом місцевого значення.
Землі села межують із територією смт Цукурине Селидівської міської ради та с. Новодмитрівка Покровського району Донецької області.
Поруч із селом розташовані зупинні пункти 45 км та 46 км

## Населення
За даними перепису 2001 року населення села становило 41 особу, з них 78,05 % зазначили рідною мову українську та 21,95 % — російську.